# Isherwood-System

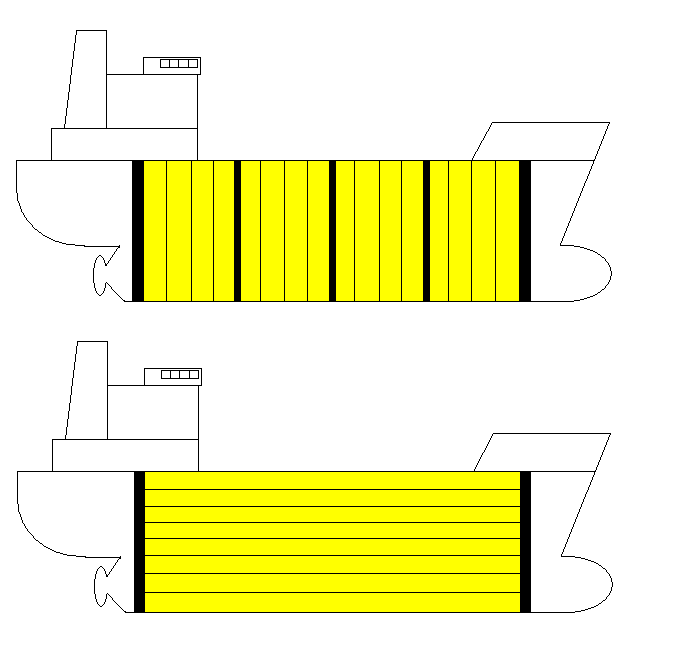
Vergleich der Längsschnitte eines Schiffs mit Querspantensystem und eines Schiffs mit Längsspanten nach dem Isherwood-System

Das Isherwood-System ist ein starkes Längsspantensystem, mit dem bei einem geringeren Baugewicht eine höhere Längsfestigkeit des Schiffsrumpfs erreicht wird. Im Vergleich mit dem herkömmlichen Querspantensystem besteht es in der Hauptsache aus gleichmäßigen durchlaufenden Längsverbänden.

## Geschichte
Das 1908 patentierte, nach seinem Erfinder Joseph Isherwood benannte System machte Anfang des 20. Jahrhunderts den Bau wesentlich größerer Schiffe, insbesondere Tanker und Massengutschiffe möglich. Das erste nach Isherwoods Plänen gebaute Schiff war der 1908 von der Werft Robert Craggs & Sons in Middlesbrough abgelieferte Tanker Paul Paix der Reederei J. M. Lennard and Sons.
Das in Großbritannien erteilte Patent wurde in Deutschland zunächst vom Kaiserlichen Patentamt nicht anerkannt. Die Hamburg-Bremer Afrika-Linie gab 1911 mit der Arnfried (2899 BRT) trotzdem den Bau des ersten nach diesem Prinzip in Deutschland konstruierten Schiffs bei der AG Weser in Auftrag. Der Germanische Lloyd erteilte dem Schiff nur eine Versuchsklasse. Erste Bauvorschriften kamen 1925 vom Lloyd’s Register of Shipping heraus, was das System als allgemein anerkannt gelten ließ.